# Dikkebus
Dikkebus is een dorp in de Belgische provincie West-Vlaanderen en een deelgemeente van de stad Ieper, het was een zelfstandige gemeente tot aan de gemeentelijke herindeling van 1977. Het gehucht Krommenelst ligt op het grondgebied van Vlamertinge, maar maakt ook deel uit van de parochie Dikkebus.

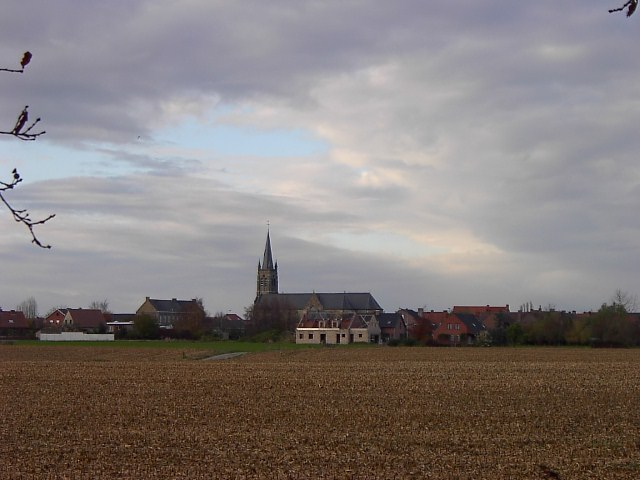
Zicht op Dikkebus en de Sint-Jan-Baptistkerk.

## Naam
De naam betekent 'dicht struikgewas', de eerste bebouwing in Dikkebus zou een jagershut midden in de bossen zijn geweest. Van de bossen van weleer is nu nagenoeg niets meer over, vooral tijdens WOI is er veel hout gekapt. De naam Dikkebus komt voor het eerst voor in 1072 toen een ridder Fulpold en zijn vrouw Ramburga kloosterwoningen oprichtten op een plaats die Thiggebusch heette. In Atrecht (tegenwoordig Arras in Frankrijk) ligt een charter van 13 oktober 1093 waarin de naam Thicebus voorkomt. Ook in de geschriften van de abdij van Voormezele komt de naam meermaals (in verschillende schrijfwijzen) voor.

## Geschiedenis
De geschiedenis van Dikkebus is onlosmakelijk verbonden met de Abdij van Voormezele. Het waren de monniken die het bos in Dikkebus begonnen te rooien en zij damden de Kemmelbeek ook af in 1320 (bevolen door Robrecht van Béthune, Graaf van Vlaanderen). Zo ontstond Dikkebusvijver, die altijd heel belangrijk geweest is (en nog altijd is) voor Ieper.
In 1680 werd er ook een verdedigingstoren gebouwd door Vauban, als deel van het verdedigingsnetwerk dat rond Ieper gebouwd werd (onder meer de Vestingen, waarvan er nu nog een deel rond de stad ligt). Rond 1795, ten tijde van de Franse bezetting, was Dikkebus kantonhoofdplaats voor de gemeenten Dikkebus, Reningelst, Vlamertinge, Voormezele en Westouter.
Dikkebus lag gedurende de Eerste Wereldoorlog (1914-1918) op een belangrijke bevoorradingsroute en werd nagenoeg dagelijks beschoten. Van het dorp bleef niets dan een ruïne over. Ook het kasteel van Dikkebus, dat bij het kruispunt Hallebast stond, werd platgebombardeerd en is niet meer heropgebouwd. Er zijn nog heel wat aandenkens aan de Eerste Wereldoorlog, vooral Engelse kerkhoven en het gedenkteken voor de gesneuvelde parochianen. Dienstdoende pastoor Achiel Van Walleghem, beter bekend als de Kapelaan van Dikkebus, hield zorgvuldig een dagboek bij over het verloop van de oorlog in de parochie Dikkebus en de omliggende dorpen tijdens de Eerste Wereldoorlog. Dit is dan ook een van de unieke waardevolle documenten over het dagelijkse leven in die periode. Naar aanleiding van de honderdste verjaardag van het begin van deze oorlog werd het boek opnieuw uitgegeven in een hertaling door Willy Spillebeen.

## Demografische ontwikkeling
- Bronnen:NIS, Opm:1831 tot en met 1970=volkstellingen; 1976 = inwoneraantal op 31 december

## Bezienswaardigheden

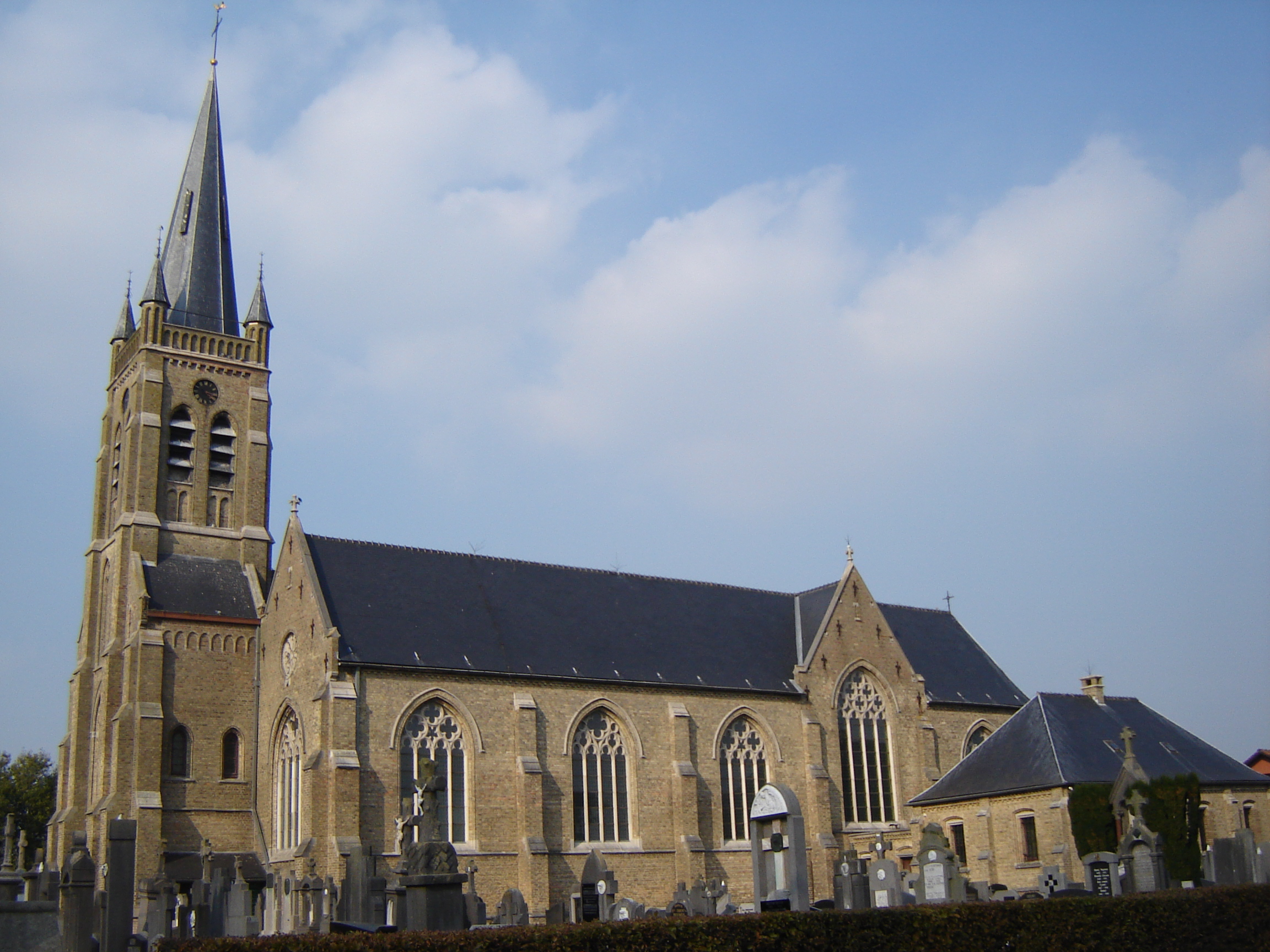
Sint-Jan-Baptistkerk

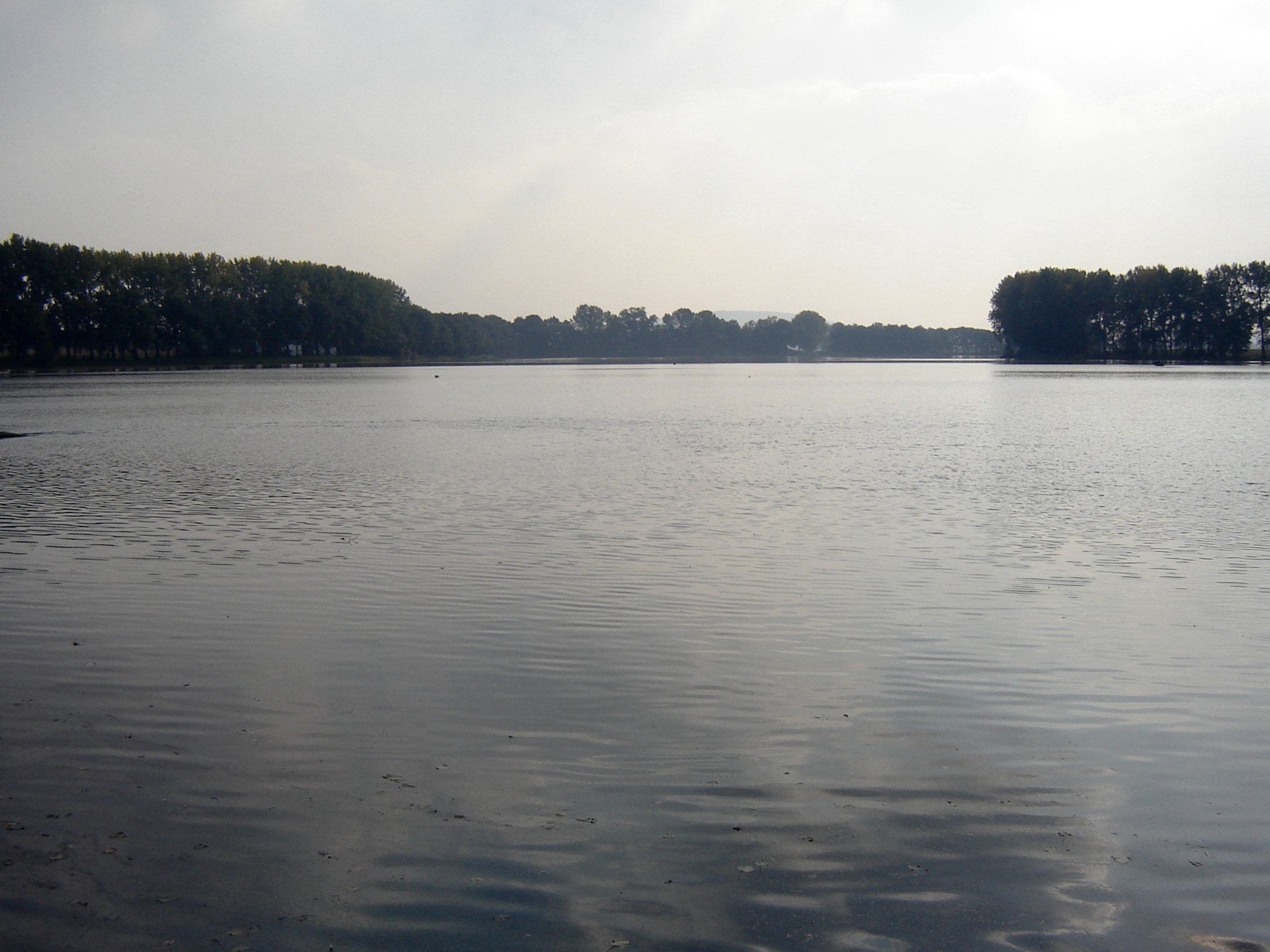
Dikkebusvijver

- De Sint-Jan Baptistkerk is een neogotische kerk, die volledig werd heropgebouwd na de verwoestingen (de kerktoren werd als mogelijke doelwit voor Duitse artillerie door de Fransen vernietigd met behulp van springstof) tijdens Eerste Wereldoorlog.
- De Vaubantoren, daterende van 1680, als deel van verdedigingsnetwerk rond Ieper.
- Dikkebusvijver, ontstaan door afdamming van de Kemmelbeek, dient nu als drinkwatervoorziening voor Ieper en als vis- en recreatiegebied.
- Een aantal militaire begraafplaatsen uit de Eerste Wereldoorlog, namelijk:
  - Dickebusch Old Military Cemetery
  - Dickebusch New Military Cemetery
  - Dickebusch New Military Cemetery Extension
  - The Huts Cemetery

## Natuur en landschap
Dikkebus ligt op een hoogte van ongeveer 25 meter in Zandlemig Vlaanderen. Ten oosten van Dikkebus stroomt de Kemmelbeek via de Dikkebusvijver in noordelijke richting. Ten zuiden van Dikkebus begint het West-Vlaams Heuvelland.

## Feesten
- Kermis: Dikkebus Kerremesse valt altijd samen met het naamfeest van Sint-Jan de Doper, de patroonheilige van Dikkebus. Naast de obligate draaimolen en dito vis- en schietkraam, vallen er ook nog allerhande andere zaken te beleven.
- Sint-Maarten: op 11 november komt de heilige Sint-Maarten langs bij alle kinderen (die braaf geweest zijn) om iets van speelgoed af te geven. Op de vooravond is er een stoet, waar Sint-Maarten met Zwarte Piet, samen met de harmonie door de straten van Dikkebus lopen. De kinderen lopen erachter met een uitgeholde voederbiet met een kaars erin.

## Nabijgelegen kernen
Ieper, Vlamertinge, Klijte, Voormezele
Deelgemeenten: Boezinge · Brielen · Dikkebus · Elverdinge · Hollebeke · Ieper · Sint-Jan · Vlamertinge · Voormezele · Zillebeke · Zuidschote

Overige plaatsen: Brandhoek · Lizerne · Pilkem · Potyze · Sint-Elooi · Verlorenhoek · Wieltje 

Belgische gemeenten · Arrondissement Ieper · West-Vlaanderen · Vlaanderen